# Sporophlyctidium neustonicum
Sporophlyctidium neustonicum är en svampart som beskrevs av Sparrow 1978. Sporophlyctidium neustonicum ingår i släktet Sporophlyctidium och familjen Chytridiaceae.   Inga underarter finns listade i Catalogue of Life.